# Henderyck Fromont
Henderyck Fromont (Brugge, 30 oktober 1755 - 19 september 1807) was stadsbeiaardier van Brugge, organist en componist.

## Levensloop
Henderyck, Hendryck of Henri-Joseph Fromont was de zoon van Henri Fromont en Hendrika Degraeve. Hij was van 1786 tot 1807 stadsbeiaardier van Brugge, in opvolging van Jeroom Leemans. 
Hij moest ongetwijfeld vaak spelen, want de talrijke revoluties, het komen en gaan van nieuwe heersers en hun troepen, en vervolgens de feesten die om de haverklap moesten gegeven worden ter ere van Napoleon Bonaparte, waren steeds aanleiding tot uitgebreide beiaardconcerten.

## Componist
Fromont schreef: Livre de Carillon, contenant plusieurs ariettes, duos et ouvertures, appartenant et à l'usage de H.-J. Fromont, organiste et carilloneur de Bruges. Hierin kwamen 73 stukken, vooral bewerkingen van fragmenten uit opéras comiques. Het bundel in handschrift is zoek.
Hij schreef ook sonates voor klavecimbel.